# 沙村站 (吉安)
沙村站位于江西省吉安市泰和县沙村乡，是京九铁路的一座火车站，等级为四等站，距北京西站1734公里，距常平站581公里，本站及相邻上下行区间均为电气化区段。车站建于1996年，现只办理货运，不办理客运业务。